# Deutsche Musical Akademie
Die Deutsche Musical Akademie ist der Branchenverband für Musical im deutschsprachigen Raum und steht allen Personen offen, die eine professionelle Tätigkeit im Bereich Musical nachweisen können. Seit 2014 veranstaltet sie den Deutschen Musical Theater Preis.

## Geschichte
Der Gründung der Deutschen Musical Akademie ging eine Initiative von Norbert Hunecke voraus, der seit 2011 vierteljährlich Vertreter aus verschiedenen Bereichen der Branche zu einem runden Tisch in die Neuköllner Oper, Berlin einlud. Zu den diversen Teilnehmern gehörten unter anderem der Leiter der Abteilung Musical der Universität der Künste Berlin Peter Kock, Musicaldarstellerin Bettina Meske sowie Übersetzer, Liedtexter und Musicalautor Kevin Schroeder. Primäres Ziel war es, Wege zu finden, Wahrnehmung und Ansehen der  Gattung Musical zu stärken.
Aus diesen Überlegungen heraus kam es am 9. September 2013 zur Gründung des ehrenamtlichen Vereins Deutsche Musical Akademie. Zu den 19 Gründungsmitgliedern gehörten unter anderem Moderator und Komiker Thomas Hermanns, Executive Producer bei Stage Entertainment Germany Simone Linhof, Musicaldarstellerin Bettina Meske, Gründerin der Stage School Hamburg Kim Moke, Entertainerin Gayle Tufts und Leiterin des Instituts für Schauspiel, Film- und Fernsehberufe Jutta Wiegmann.

## Ziele
Die Deutsche Musical Akademie setzt sich für die Anerkennung der  Gattung Musical und die Entstehung neuer deutschsprachiger Werke ein. Hierfür wurde unter anderem der Deutsche Musical Theater Preis ins Leben gerufen, für den sich Uraufführungen und Revivals deutschsprachiger Werke bewerben können. In nunmehr 14 Kategorien werden die Gewinner anteilig von einer Fachjury und den Mitgliedern der Deutschen Musical Akademie vergeben. Weiterhin wird die 2010 gegründete offene Bühne für deutschsprachiges Musical die schreib:maschine mittlerweile von der Deutschen Musical Akademie organisiert.
Einen weiteren Schwerpunkt bildet der Bereich der Weiterbildung. Seit 2020 kooperiert die Deutsche Musical Akademie mit den Luisenburg-Festspielen bei deren jährlicher Ausrichtung eines Musical-Symposiums.